# Homoneura mallochi
Homoneura mallochi är en tvåvingeart som beskrevs av Miller 1977. Homoneura mallochi ingår i släktet Homoneura och familjen lövflugor. Inga underarter finns listade i Catalogue of Life.